# IV-КП

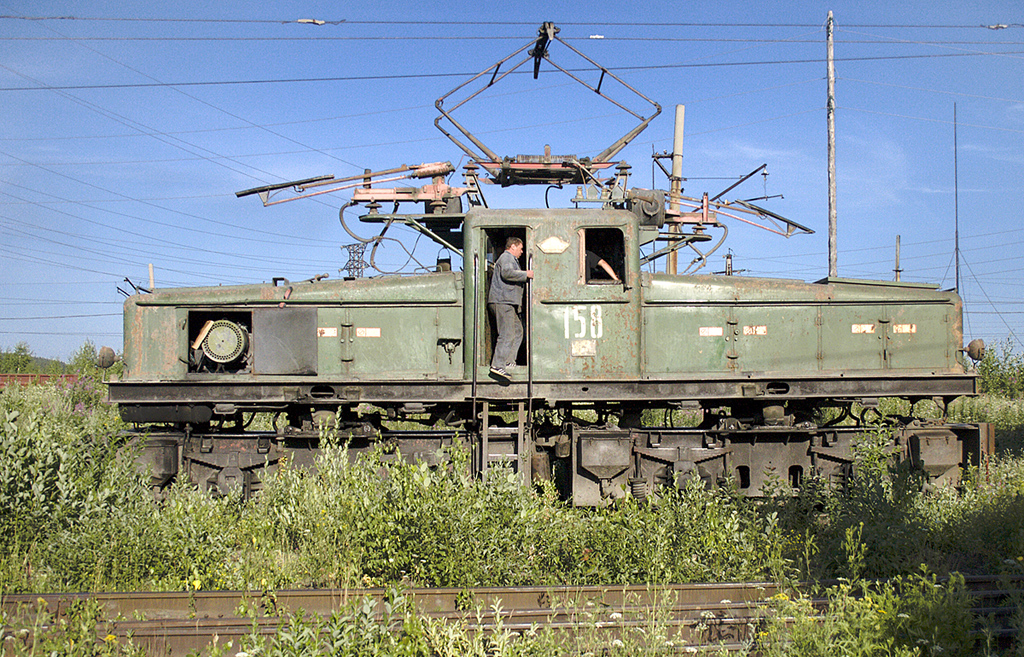
IV-КП1-158 на станции Агломерационная в Свердловской области, вид сбоку

Электровоз IV-КП — промышленный электровоз постоянного тока, строившийся по проекту завода «Электромотор» в ГДР заводом «Ганс Баймлер» (нем.) с 1949 по 1951 гг., а затем и в СССР Новочеркасским электровозостроительным заводом с 1950 по 1956 гг.
Обозначение IV-КП расшифровывается как «контактный, промышленный, IV весовой категории».

## История
Проект электровоза серии IV-КП был выполнен заводом «Электромотор» им. С. М. Кирова как локомотива для железнодорожных путей промышленных предприятий страны. Тем не менее строительство таких электровозов началось не в СССР, а в ГДР, на электротехническом завод «Ганс Баймлер». Электровозы, выпущенные в ГДР с установкой электрооборудования завода «Электромотор», имели название IV-КП1 и именовались «первым исполнением» серии. Всего с 1949 по 1951 гг немецкий завод выпустил 126 таких локомотивов для нужд СССР.
В СССР электровозы серии IV-КП начал строить НЭВЗ в 1950 году. Локомотивы отечественного выпуска именовались электровозами «второго исполнения» и выпускались не только в версии для контактной сети напряжением 1500 В (IV-КП1), но и под напряжение 750 В (IV-КП2).
В наименованиях серии также присутствовали буквы А, Б и В, обозначавшие вариант установки токоприёмника, выбиравшийся в зависимости от расположения контактного провода относительно железнодорожного пути. Электровозы IV-КП1А работали на Коркинском угольном карьере и Магнитогорском металлургическом комбинате, IV-КП1Б — на заводах Нижнего Тагила и на Южном горно-обогатительном комбинате в Кривом Роге, IV-КП1В — на Бакальских железных рудниках, IV-КП2А — на Балхашском медеплавильном заводе и в горно-обогатительном производстве Магнитогорского металлургического комбината.

## Конструкция
Несмотря на то, что первые электровозы серии IV-КП1 строились в ГДР, множество комплектующих для них поставлялось из СССР. Например, электропневматические контакторы ПК-301, применявшиеся также и на сурамских электровозах, тяговые электродвигатели ДК-8А, спроектированные и изготовленные заводом «Динамо» на базе ТЭД тепловоза ТЭ1, колёса диаметром 1050 мм, вместо использовавшихся на первых экземплярах 1015 мм.
Электровозы второго исполнения, строившихся в СССР, имели ряд отличий от немецких. Механическая часть локомотивов выполнена по проекту Новочеркасского электровозостроительного завода: цельнометаллический кузов с несущей рамой и двумя поперечными балками с шаровыми опорами и боковыми пружинными опорами, передающими вес кузова на тележки. Кабина машиниста расположена в центре, между двумя капотами с электрооборудованием. Колёсная база тележек по сравнению с электровозами первого исполнения уменьшена с 2500 мм до 2300 мм. Буксы челюстного типа имеют подшипники скольжения. Передача от электродвигателей к колёсной паре односторонняя, жёсткая. Зубчатые колёса посажены непосредственно на оси колёсных пар. Электровозы оборудовались пневматическими тормозами Матросова и автосцепками СА-3.
В процессе выпуска тяговые электродвигатели ДК-8А были заменены другими двигателями завода «Электромотор» — ДК-8Б, отличавшимися количеством пазов якоря, числом проводников в пазу и конструкцией подшипникового щита. У электровозов серии IV-КП1 ТЭД соединялись последовательно или последовательно-параллельно, а у IV-КП2 — последовательно-параллельно или параллельно.
Масса электровоза составляет 80 т, из которых 5 т приходится на балласт (у электровозов первого исполнения — 7,4 т).

## Варианты переоборудования
В июле 1957 года на Коркинском угольном карьере на базе четырёхосного думпкара был создан моторный думпкар, который, будучи прицепленным к электровозу IV-КП1, увеличивал отношение сцепного веса получившейся таким образом тяговой единицы к полному весу поезда почти в два раза. Поезд мог преодолевать более крутые уклоны, что позволяло дешевле строить карьерные пути. Тяговые электродвигатели моторного думпкара включались параллельно ТЭД самого электровоза. На думпкаре разместили восемь песочниц.
Электровоз IV-КП1А-10 производства НЭВЗа с моторным думпкаром стал первым в СССР тяговым агрегатом.
Вторым вариантом переоборудования электровоза серии IV-КП1 стала установка на нём дизель-генератора. Целью такого переоборудования была замена оставшихся паровозов более экономичными локомотивами. На электровозе разместили дизель 1Д12 Барнаульского завода мощностью 300 л. с. и генератор постоянного тока мощностью 195 кВт, использовавшийся также на узкоколейных тепловозах ТУ2. Переоборудованный таким образом электровоз стал первым в стране дизель-контактным локомотивом, который мог заменить в работе два паровоза серии Э.